# Ravenoville
Ravenoville era una comuna francesa que estaba situada en el departamento de Mancha, de la región de Normandía que el 1 de enero de 2019 pasó a formar parte de la comuna nueva de Sainte-Mère-Église como comuna delegada.

## Demografía
| Gráfica de evolución demográfica de Ravenoville entre 1800 y 2021 |
|                                                                   |

Los datos demográficos contemplados en este gráfico de la comuna de Ravenoville se han cogido de 1800 a 1999 de la página francesa EHESS/Cassini, y los demás datos de la página del INSEE.